# José Basileo Acuña Zeledón
José Basileo Acuña Zeledón (San José, 1897-1992) fue un poeta y ensayista costarricense.  Cursó estudios de Medicina en Gran Bretaña y de Derecho en la Escuela de Derecho de Costa Rica; fue cónsul de Costa Rica en Madrás, India.
Dentro de las actividades académicas y docentes, se desempeñó como docente del Liceo de Costa Rica, la Escuela Normal de Heredia y la Universidad de Costa Rica; además, fue miembro de la Academia Costarricense de la Lengua desde 1969 (Silla G). Dentro de sus honores y reconocimientos se encuentran el Premio Aquileo Echeverría en cuento (1964) y en teatro (1971), el Premio Áncora en teatro (1983) y el Premio Nacional de Cultura Magón (1983).

## Obras
- La Iglesia Católica Liberal (1927).
- Quetzalcóatl (1946).
- Proyecciones (1953).
- Cantigas de recreación (1958).
- Proyecciones (1959).
- Rapsodia de América (1962).
- Estampas de la India (1962).
- Tres cantares (1964).
- El reto (1968).
- El viaje (1968).
- Intiada. Poema sagrado (1970).
- El soneto interminable (1971).
- Entre dos mundos (1971).
- Máscaras y candilejas (1972).
- Arpa Eolia (1979).
- Rimas Plebeyas (1987).